# Коце Попандонов
Коце Попандонов е български революционер и общественик, деец на Вътрешната македоно-одринска революционна организация.

## Биография
Коце Попандонов е роден в град Радовиш, тогава в Османската империя, днес в Северна Македония. Присъединява се към ВМОРО и е член на Радовишкия околийски комититет.
След 1918 година, когато Вардарска Македония се връща на Сърбия, Коце Попандонов е осъден от новите власти на 20 години затвор в Лепоглава.
През май 1942 година по време на българското управление на Вардарска Македония Коце Попандонов става председател на радовишкото дружество на Илинденската организация.